# Grekisk-baktriska riket

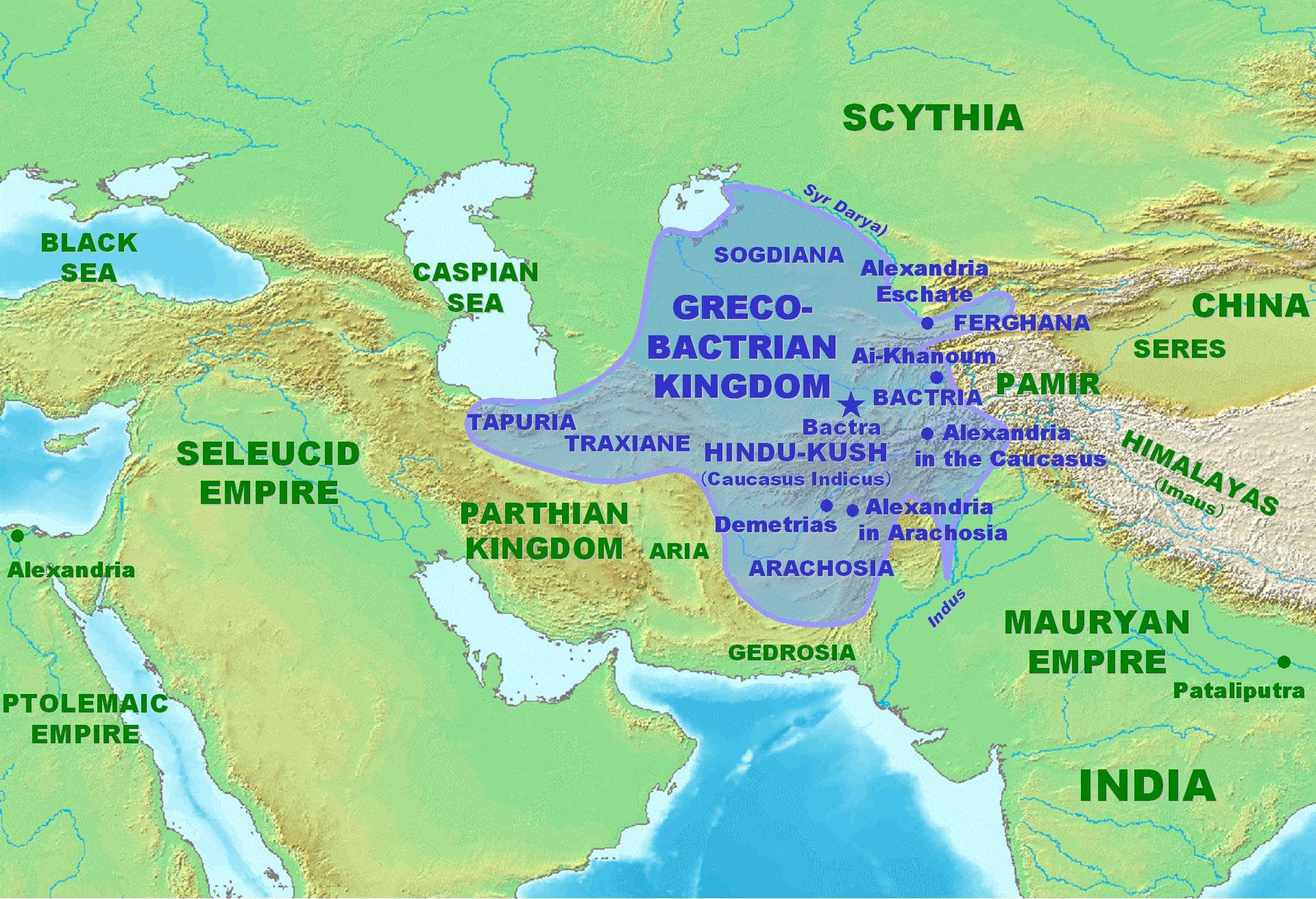
Grekisk-Baktriska riket

Det Grekisk-baktriska riket var ett historiskt kungarike som existerade i Centralasien under antiken mellan 256 f.Kr. till 125 f.Kr. Det omfattade tidvis dåvarande Baktrien och Sogdien: det vill säga större delen av Centralasien bestående av nuvarande Afghanistan, norra Iran, Turkmenistan, Uzbekistan, Tadzjikistan och Kirgizistan, med centrum i norra Afghanistan.

## Historik
Riket bildades då den grekiska kolonin som grundats av Alexander den store på 300-talet f.Kr. förklarade sig fria från seleukidernas rike.
Riket var det yttersta och mest östligt liggande av de hellenistiska rikena, och tros vara det första västerländska rike som fick direktkontakt med Kina, eftersom en av dess städer, Alexandria Eschate i Fergana, förmodas vara samma stad längs sidenvägen som kinesiska källor beskrivit under namnet Dayuan.
Omkring 180 f.Kr. erövrades det nuvarande norra Pakistan. Omkring 170 f.Kr. delades riket när Eukratides I övertog makten i den västra delen av riket, Baktrien (fortfarande kallat 'Grekisk-baktriska riket') medan den gamla kungadynastin lyckades behålla makten i den östra (norra Pakistan), som då blev det Indo-Grekiska riket.
Det baktriska riket gick under då det omkring 125 f.Kr. attackerades av centralasiatiska stammar, främst Yuezhi.

## Regentlista
Rikets regentlista är inte bekräftat utan grundar sig på ungefärliga årtal utifrån när olika regenter förekommer på mynt. Saken kompliceras ytterligare av att det i hellenistiska stater var normalt för till exempel en far och son eller två bröder att regera som samregenter. 

### Grekisk-baktriska riket
Diotodusdynastin
- 250-240: Diodotus I
- 240-230: Diodotus II
- Antiochus Nicator (möjligen)

Euthydemosdynastin
- 223-200: Euthydemos I
- 205-171: Demetrios I, erövrade norra Pakistan 180 f.Kr, som kom att bli det Indo-grekiska riket när den baktriska delen av riket övertogs av Eucratides I

### Indo-grekiska riket
Det Indo-grekiska riket skapades då Eukratides I avsatte den gamla dynastin från den västra delen av riket och övertog detta. Fram till cirka 150 omfattade det Indo-grekiska riket fortfarande delar av det östra Afghanistan (Baktrien), därför räknas dynastin upp fram till detta datum. 
Euthydemosdynastin
- 180-180: Euthydemos II
- 185-170: Antimachus I
- 190-180: Pantaleon
- 190-180: Agathocles
- 180-160: Apollodotus I
- 160-155: Antimachus II Nikephoros
- 155-150: Demetrios II
- 155-130: Menander I

Efter Menander I splittrades det Indo-grekiska riket mellan hans änka Agathokleia och Zoilos I, och därefter var riket splittrad med en oklar kronologi. Den kanske sista indo-grekiska regenten var Zoilos II från cirka 50 f.Kr.

### Grekisk-baktriska riket
Eucratidesdynastin
- 170-145: Eukratides I
- 166-166: Plato
- 145-140: Eukratides II
- 145-130: Heliokles